# El Shaklan
El Shaklan (* 10. August 1975; † 8. Januar 2001) gilt als der weltweit einflussreichste Show-Araberhengst, der bisher in Deutschland gezüchtet wurde. El Shaklan war ein typvoller Schimmel mit einem Stockmaß von 1,60 m, damit war er für einen Vollblutaraber verhältnismäßig groß.

## Abstammung
El Shaklan wurde auf dem Gestüt Om el Arab in Lauterbach gezogen. Er führte in seinem Pedigree 15,43 % Crabbet-Park-Blut, unter anderem über seinen Vorvater Kazmeen.
Seine Mutter Estopa war die spanisch gezogene Stammmutter des Gestüts Om el Arab. Das Gestüt Om el Arab zog in den 1980er Jahren vom Schwarzwald nach Kalifornien um, da dort mehr Stuten für El Shaklan zur Verfügung standen.
Sein Vater Shaker el Masri stammte von Morafic ab, einem auf dem Staatsgestüt El Zahraa nahe Kairo in Ägypten gezogenen Nazeer-Sohn. El Shaklan war somit zu 50 % ägyptisch gezogen. Die Kreuzung der ägyptischen und der spanischen Araberzuchtlinie war so erfolgreich, dass der Ausdruck golden cross geprägt wurde.

## Stationen als Zuchthengst
El Shaklan als erster golden cross war ein VZAP-Elitehengst und ein Vererber von Show-Arabern.
Er war zwei Decksaisons in England aufgestellt, wurde 1982 in die USA exportiert, war 1986 in Brasilien und 1993 in Argentinien aufgestellt. In Argentinien deckte er im Zichy-Thyssen-Gestüt. Er wurde Vater von 864 Fohlen, die zahlreiche Show-Erfolge errangen, darunter zahlreiche erfolgreiche Zuchthengste und Zuchtstuten.
Beispiele für erfolgreiche El-Shaklan-Nachkommen:
- Bafran El Shabur (1980), Nationales Championat Schweiz[8]
- Siena El Shaklan (1983), VZAP-Prämienstute, 1997: Nationales Championat Deutschland/Klassensiegerin, 1997 Nations Cup Reserve Champion Senior Female (Aachen)[9]
- Niyashin El Shaklan (1982), dreifacher South African National Champion Stallion[10]

## Erfolge von El Shaklan
Bereits zweijährig war El Shaklan sehr erfolgreich:
- 1977 European Champion Junior Colt
- 1977 Belgian National Champion Stallion
- 1977 British National Champion Junior Colt
- 1977 British National Reserve Champion Stallion
- 1978 British National Champion Junior Colt
- 1978 European Champion (Paris)

Er war Welt-Junior-Champion und Welt-Senior-Champion-Reserve. In Amerika wurde er 1984 und 1985 US National Top Ten, außerdem wurde er 1984 Canadian National Top Ten und Brazilian National Champion Stallion.